# Domèvre-sur-Durbion
Domèvre-sur-Durbion è un comune francese di 267 abitanti situato nel dipartimento dei Vosgi nella regione del Grand Est.

## Società

### Evoluzione demografica
Abitanti censiti